# Hyporhagus franzi
Hyporhagus franzi is een keversoort uit de familie somberkevers (Zopheridae). De wetenschappelijke naam van de soort werd in 1993 gepubliceerd door Heinz Freude.